# Liliger
Liliger är en hybrid mellan ett lejon av hankön och en liger av honkön (ligress). Den första liligern, Kiara, föddes på Novosibirsk Zoo i Ryssland i september 2012. Modern var åttaåriga ligern Zita och fader var ett afrikanskt lejon med samma namn som en annan liger, Samson